# Stadio Abbé-Deschamps
Lo stadio dell'Abbé-Deschamps (fr. Stade Abbé-Deschamps o Stade de l'Abbé-Deschamps) è uno stadio di calcio che si trova ad Auxerre. Ospita le partite casalinghe dell'Auxerre. L'impianto è di proprietà del club stesso e risulta essere uno dei pochi casi in Francia insieme ad Ajaccio, Metz e Olympique Lione.

## Storia
In origine la zona dello stadio fu usata dai giovani dell'oratorio di San Giuseppe per le loro partite e per i loro allenamenti. Il 5 novembre 1905, venne utilizzato per la loro prima partita "ufficiale" contro i Rupins de Bourgogne de Migennes.
Alla fine della prima guerra mondiale, l'AJ Auxerre venne privata del terreno di gioco che utilizzava nella zona delle Ocreries. L'abate Deschamps acquisì allora numerosi appezzamenti di terreno lungo il fiume Yonne sulla strada per Vaux. Fu il 13 ottobre 1918, che lo Stade de la Route de Vaux venne inaugurato su uno di questi terreni. Nel 1930, l'AJ Auxerre costruì una tribuna di 150 posti a sedere grazie ad una sovvenzione da parte del Consiglio generale della Yonne. La tribuna ricevette la benedizione del vescovo di Auxerre, il vescovo Pietro Chesnelong.

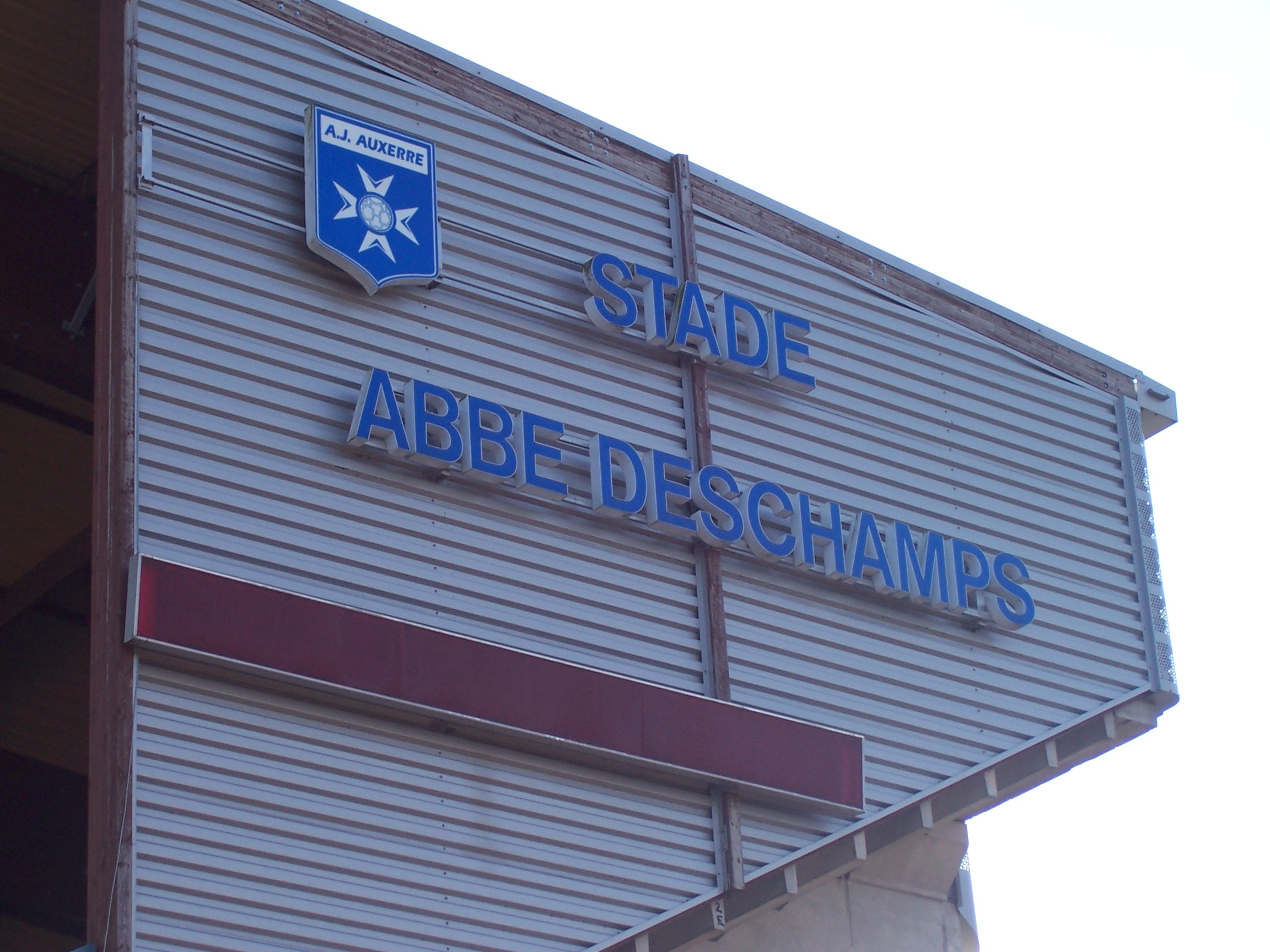
Stadio Abbè-Dechamps

Nel 1949, dopo la morte dell'abate Deschamps, lo stadio venne ribattezzato in onore del presidente-fondatore e divenne dunque Stade de l'Abbé-Dechamps (stadio Abbè-Dechamps). Nel 1950 l'impianto venne dotato di una pista di atletica, che venne successivamente eliminata per volere di Guy Roux, in modo da rispettare le norme di grandezza del terreno. Nel corso degli si anni pensò più volte ad una ristrutturazione dello stadio ma le tribune rimasero con la loro forma originaria fino all'inizio degli anni ottanta. Il club si impegnò molto nel lavoro per erigere gli spalti dietro le porte. Ulteriori lavori furono eseguiti nel 1984 con la ristrutturazione del tribuna laterale. Nel 1994 le tribune Vaux e Leclerc (dietro le porte) furono sostituite con costruzioni più moderne.
Al termine della stagione 2009-2010 lo stadio ha subito un piccolo restauro soprattutto al fine di rispettare i nuovi standard della UEFA per ospitare le partite di UEFA Champions League. Tra le modifiche, si può notare la sostituzione del prato con l'installazione di un impianto di riscaldamento, l'espansione della tribuna stampa, l'allargamento dello spogliatoio degli arbitri.
Dopo la gara di Champions League contro l'Ajax, i sediolini del settore ospiti sono stati distrutti dai sostenitori olandesi e sostituiti con i sedili blu più in linea con i colori del club, che punta alle future modifiche dello stadio.
Al termine della stagione 2010-2011, il nuovo presidente Gérard Bourgoin dà il via alla ristrutturazione ed all'ampliamento degli spogliatoi.

## Incontri internazionali
Lo stadio ha ospitato due match della nazionale francese di calcio. La prima volta fu il 6 settembre 1995 come test per Euro 1996, una vittoria per 10-0 contro la nazionale azera. La struttura ha ospitato un altro match dei "Bleus" il 6 giugno 2007, la Francia ha vinto 1-0 contro la Georgia, valevole per le qualificazioni ad Euro 2008.

## Record
Il record di presenze per le partite del campionato fu registrato il 18 maggio 1996 contro il Nantes. L'affluenza registrata fu di 22 500 tifosi dell'Auxerre, i quali festeggiarono i loro nuovi campioni di Francia. Nelle Coppe Europee, il record di presenze è stato registrato il 19 marzo 1997 contro il Borussia Dortmund, con 21 304 spettatori.